# 布勒代什蒂鄉 (多爾日縣)
44°29′N 23°38′E / 44.483°N 23.633°E
布勒代什蒂鄉（羅馬尼亞語：Comuna Brădești, Dolj），是羅馬尼亞的鄉份，位於該國西南部，由多爾日縣負責管轄，面積63平方公里，海拔高度228米，2007年人口4,586，人口密度每平方公里73人。